# (107074) Ansonsylva
(107074) Ansonsylva es un asteroide perteneciente al cinturón de asteroides, descubierto el 14 de enero de 2001 por el equipo del Near Earth Asteroid Tracking desde el Observatorio Palomar, California, Estados Unidos.

## Designación y nombre
Designado provisionalmente como 2001 AJ19. Fue nombrado por Anson J. Sylva (n. 1956) quien es un miembro clave del equipo de Supercomputación y Óptica de Maui de la Fuerza Aérea (AMOS).

## Características orbitales
Ansonsylva está situado a una distancia media del Sol de 2,171 ua, pudiendo alejarse hasta 2,445 ua y acercarse hasta 1,898 ua. Su excentricidad es 0,126 y la inclinación orbital 2,454 grados. Emplea 1168,74 días en completar una órbita alrededor del Sol.

## Características físicas
La magnitud absoluta de Ansonsylva es 16,46. Tiene 1,343 km de diámetro y su albedo se estima en 0,390.